# Nova vas pri Lescah
Nova vas pri Lescah je naselje u slovenskoj Općini Radovljici. Nova vas pri Lescah se nalazi u pokrajini Gorenjskoj i statističkoj regiji Gorenjskoj. 

## Stanovništvo
Prema popisu stanovništva iz 2002. godine naselje je imalo 179 stanovnika.

## Poznate osobe
- Jožef Balant, nadbiskup i preporoditelj